# Opiptacris castanea
Opiptacris castanea är en insektsart som beskrevs av Kevan, D.K.M. 1966. Opiptacris castanea ingår i släktet Opiptacris och familjen gräshoppor. Inga underarter finns listade i Catalogue of Life.